# Francisco Estrada
Francisco Estrada (* 4. Oktober 1807 in Valladolid; † 1880) war ein spanischer Diplomat.

## Leben
Francisco Estrada war der Sohn von Manuela Urbina. Er studierte die Rechtswissenschaften und übte den Beruf des Rechtsanwalts aus. Er war Minister für Landwirtschaft, Industrie und Handel. Er saß für die Provinz Córdoba in den Cortes. Er war Alcalde von Madrid und Berichterstatter beim Obersten Spanischen Gerichtshof.
Er war Beamter im Staatsministerium. Er war an der Gesandtschaft in Bern beschäftigt.
1856 nahm die spanische Regierung diplomatische Beziehungen mit dem Bundestag in Frankfurt am Main auf. Von 1856 bis 1857 war Francisco Estrada Gesandter in Frankfurt am Main.

## Veröffentlichung
- Historisches Essay: sobre las aguas con que se riega la huerta de Alicante.[1]